# La Vengeance (Buddy Longway)
Pour les articles homonymes, voir La Vengeance.
La Vengeance est le onzième album de la série de bande dessinée Buddy Longway, paru en 1982.

## Personnages
- Buddy Longway
- Jérémie
- César : trappeur, ami de Buddy.
- Michael Cooper : mari de Katia, petite-fille de César. Ils viennent d'avoir une petite fille Janet. Pour nourrir sa famille Michael est parti dans les Bears mountains à la recherche d'or.
- Slim le Borgne : trappeur, ancien voisin de Buddy.
- Curly[1] : il vient de passer plusieurs années en Géorgie où son frère possède une plantation. Il y a rencontré Kitty, une esclave noire. Ils deviennent partenaires aux cartes. Lassé de la vie du sud, Curly achète la liberté de Kitty. Ils s'installent à Bear Town, ouvrent un saloon, le Nugget's.
- les Mc Kenzie : des chercheurs d'or. La famille vit sous la coupe du père, un tyran "illuminé".
- Jim Mc Clure : apparaît le temps d'une planche, clin d'œil de Derib à Charlier et Giraud / Moebius. Il est en effet un personnage important de la série Blueberry.

## Synopsis
Fin de l'automne, César, l'ami de Buddy vient lui demander de l'aide. Katia, est partie avec sa fille à la recherche de Michael qui ne donne plus signe de vie depuis des mois. Ils prennent le chemin des montagnes, repassent à proximité de la première cabane de Buddy. Chez Slim le Borgne, ils retrouvent Katia et sa fille. Buddy et Jérémie décident de poursuivre les recherches. Les chercheurs d'or sont de plus en plus nombreux dans la région, ils ont même créé une ville : "Bear town". Buddy y croise une vieille connaissance : Curly qui va tout faire pour l'aider. Buddy et son fils découvrent une tombe, les Mc Kenzie affirment y avoir enterré Michael. Mais Blacky, le cheval élevé par Michael est bizarrement nerveux. Buddy décide de retourner chez les Mc Kenzie, il finit par retrouver Michael Cooper séquestré dans une galerie de mine. Mc Kenzie voulait s'emparer du filon de Cooper. Dans la fusillade qui éclate Jérémie reçoit une balle dans la jambe. Il restera au Nugget's, le saloon de Curly, le temps de récupérer.